# Bertil Ahlin
Nils Bertil "Benet" Ahlin, född 17 mars 1927 i Risinge församling, död 6 augusti 2008 i Hässelby församling, var en svensk boxare.
Ahlin representerade Sverige vid OS i London 1948, där han slutade på 17:e plats i bantamvikt (54-kilosklassen). På klubbnivå boxades han först för Norrköpingsklubben BK Akilles och sedan för Djurgårdens IF. Han vann SM i bantamvikt 1946–1948, i fjädervikt 1949–1951 och i lättvikt 1953, samt var tvåa i SM i flugvikt 1944 och i lättvikt 1952. Han gjorde 32 landskamper och deltog i sex EM. Bland annat gick han till final i EM 1947, men kunde inte ställa upp på grund av en handskada. Han tilldelades tidningen Östgötens guldmedalj för bästa östgötska prestation under året, och tilldelades 1948 Norrköpings Tidningars guldmedalj. Mellan september 1945 och mars 1948 förlorade han endast en enda match.
Ahlin beskrevs i Nordisk Familjeboks sportlexikon som "en elegant stilboxare med rena, hårda slag." Utanför boxningen var han banktjänsteman. Hans bror, Bengt "Brosket" Ahlin, var fotbollsspelare.